# Tutankhamun (serie de televisión)
Tutankamón es una serie dramática de aventuras de 2016 producida por ITV y Tall Story Pictures que se basa en el descubrimiento de la tumba de Tutankamón por Howard Carter, dirigida por Peter Webber a partir de un guion del escritor ganador del premio BAFTA Guy Burt.
El arqueólogo Howard Carter (Max Irons) se topa con la evidencia de una tumba no descubierta de uno de los faraones olvidados de Egipto, Tutankamón. Sus compañeros, sin embargo, descartan la idea, a excepción de un hombre: el rico Lord Carnarvon (Sam Neill), un jugador nato y buscador de emociones, que accede a financiar las excavaciones de Carter.

## Reparto
- Max Irons como Howard Carter
- Sam Neill como Lord Carnarvon
- Susan Danford como Lady Carnarvon
- Amy Wren como Lady Evelyn Herbert
- Catherine Steadman como Maggie Lewis
- Nicolás Beaucaire como Pierre Lacau
- Jonathan Aris como Herbert Winlock
- Rupert Vansittart como Flinders Petrie
- Vincent Grass como Gastón Maspero
- Anthony Higgins como Theodore Davis
- Leon Clingman como Arthur Mace
- Vere Tindale como Harry Burton
- Adam Neill como Arthur Callender

## Medios domésticos
Fue lanzada por ITV en DVD el 7 de noviembre de 2016. La banda sonora de Christian Henson está disponible en CD y servicios de transmisión.

## Recepción
The Guardian encontró que "no es 100% históricamente precisa".Es solo un poco de diversión." y lo recomendó para los fanes de Downton Abbey.
The Daily Telegraph también comentó sobre la falta de precisión histórica de la serie, que retrató una aventura entre Carter y Lady Evelyn, y citó al octavo conde de Carnarvon diciendo que "no hubo romance, simplemente no sucedió de esa manera".